# Val di Tires
Val di Tires (Tiersertal en alemany) és una vall lateral de la vall d'Isarco de l'Alto Adige recorreguda pel riu Bria, també conegut com a riu Tires.
La vall comença a prop del poble de Prato all'Isarco (a 10 quilòmetres de Bozen). En la vall és possible trobar dolomia i Pòrfir.
Administrativament la vall està subdividida entre els ajuntaments de Tiers, Völs am Schlern i Karneid.